# Diócesis de Dourados
La diócesis de Dourados (en latín: Dioecesis Auratopolitana y en portugués: Diocese de Dourados) es una circunscripción eclesiástica latina de la Iglesia católica en Brasil, sufragánea de la arquidiócesis de Campo Grande. La diócesis tiene al obispo Henrique Aparecido De Lima, C.SS.R. como su ordinario desde el 21 de octubre de 2015. 

## Territorio y organización
La diócesis tiene 38 127 km² y extiende su jurisdicción sobre los fieles católicos de rito latino residentes en 17 municipios del estado de Mato Grosso del Sur: Dourados, Maracaju, Rio Brilhante, Nova Alvorada do Sul, Itaporã, Douradina, Fátima do Sul, Vicentina, Deodápolis, Glória de Dourados, Caarapó, Laguna Carapã, Ponta Porã, Aral Moreira, Amambaí y Coronel Sapucaia.
La sede de la diócesis se encuentra en la ciudad de Dourados, en donde se halla la Catedral de la Inmaculada Concepción.
En 2019 en la diócesis existían 37 parroquias agrupadas en 6 foranías: Amambai, Dourados Leste, Dourados Oeste, Fátima do Sul, Ponta Porã y Rio Brilhante.

## Historia
La diócesis fue erigida el 15 de junio de 1957 con la bula Inter gravissima del papa Pío XII, obteniendo el territorio de la diócesis de Corumbá.
El 1 de junio de 2011 cedió una parte de su territorio para la erección de la diócesis de Naviraí mediante la bula Summi Nostri del papa Benedicto XVI.

## Estadísticas
De acuerdo al Anuario Pontificio 2020 la diócesis tenía a fines de 2019 un total de 408 760 fieles bautizados.
| Año                                                                             | Población            | Población | Población      | Sacerdotes | Sacerdotes    | Sacerdotes    | Bautizados por sacerdote | Diáconos permanentes | Religiosos | Religiosos | Parroquias |
| Año                                                                             | Bautizados católicos | Total     | % de católicos | Total      | Clero secular | Clero regular | Bautizados por sacerdote | Diáconos permanentes | Varones    | Mujeres    | Parroquias |
| ------------------------------------------------------------------------------- | -------------------- | --------- | -------------- | ---------- | ------------- | ------------- | ------------------------ | -------------------- | ---------- | ---------- | ---------- |
| 1966                                                                            | 300 000              | 350 000   | 85.7           | 28         | 2             | 26            | 10 714                   |                      | 26         | 49         | 14         |
| 1970                                                                            | 300 000              | 350 000   | 85.7           | 30         | 2             | 28            | 10 000                   |                      | 39         | 37         | 14         |
| 1976                                                                            | 450 000              | 500 000   | 90.0           | 41         | 3             | 38            | 10 975                   |                      | 57         | 52         | 22         |
| 1980                                                                            | 500 000              | 556 000   | 89.9           | 54         | 5             | 49            | 9259                     |                      | 80         | 57         | 26         |
| 1990                                                                            | 600 000              | 684 000   | 87.7           | 65         | 5             | 60            | 9230                     |                      | 86         | 82         | 34         |
| 1999                                                                            | 534 600              | 660 000   | 81.0           | 85         | 17            | 68            | 6289                     |                      | 75         | 80         | 38         |
| 2000                                                                            | 550 000              | 700 000   | 78.6           | 81         | 14            | 67            | 6790                     |                      | 67         | 58         | 38         |
| 2001                                                                            | 550 000              | 700 000   | 78.6           | 71         | 14            | 57            | 7746                     | 7                    | 64         | 90         | 38         |
| 2002                                                                            | 550 000              | 700 000   | 78.6           | 74         | 10            | 64            | 7432                     | 9                    | 78         | 90         | 38         |
| 2003                                                                            | 560 000              | 700 000   | 80.0           | 68         | 11            | 57            | 8235                     | 9                    | 73         | 98         | 38         |
| 2004                                                                            | 560 000              | 700 000   | 80.0           | 78         | 17            | 61            | 7179                     | 10                   | 71         | 102        | 40         |
| 2006                                                                            | 574 000              | 717 000   | 80.1           | 85         | 20            | 65            | 6752                     | 16                   | 83         | 40         | 45         |
| 2011                                                                            | 353 000              | 485 927   | 72.6           | 66         | 18            | 48            | 5348                     |                      | 6          | 61         | 30         |
| 2013                                                                            | 375 000              | 535 000   | 70.1           | 59         | 19            | 40            | 6355                     | 11                   | 64         | 90         | 31         |
| 2016                                                                            | 392 202              | 581 542   | 67.4           | 67         | 25            | 42            | 5853                     | 21                   | 65         | 90         | 37         |
| 2019                                                                            | 408 760              | 606 008   | 67.5           | 71         | 26            | 45            | 5757                     | 26                   | 76         | 86         | 37         |
| Fuente: Catholic-Hierarchy, que a su vez toma los datos del Anuario Pontificio. |                      |           |                |            |               |               |                          |                      |            |            |            |

## Episcopologio
- José de Aquino Pereira † (23 de enero de 1958-26 de marzo de 1960 nombrado obispo de Presidente Prudente)
- Carlos Schmitt, O.F.M. † (29 de agosto de 1960-14 de febrero de 1970 renunció[4])
- Teodardo Leitz, O.F.M. † (27 de noviembre de 1970-12 de mayo de 1990 retirado)
- Alberto Johannes Först, O.Carm. † (12 de mayo de 1990 por sucesión-5 de diciembre de 2001 retirado)
- Redovino Rizzardo, C.S. † (5 de diciembre de 2001 por sucesión-21 de octubre de 2015 retirado)
- Henrique Aparecido De Lima, C.SS.R., desde el 21 de octubre de 2015